# Jack Coughlin
John Joseph „Jack“ Coughlin (* 21. Juni 1892 in Douro, Ontario; † 21. Juni 1969 in Peterborough, Ontario) war ein kanadischer Eishockeyspieler, der während seiner aktiven Karriere zwischen 1912 und 1921 unter anderem 19 Spiele für die Toronto Arenas, Quebec Bulldogs, Canadiens de Montréal und Hamilton Tigers in der National Hockey League auf der Position des rechten Flügelstürmers bestritten hat.

## Karriere
Coughlin spielte zwischen 1912 und 1916 für diverse Amateurteams der Ontario Hockey Association in seiner kanadischen Heimatprovinz Ontario. Lediglich das Spieljahr 1914/15 verbrachte er bei den New York Irish-Americans in der United States Amateur Hockey Association.
Zur Saison 1916/17 wechselte der Stürmer in den Profibereich, als er sich den Toronto Blueshirts aus der National Hockey Association anschloss und für diese in sieben Spielen auflief. Nach der Auflösung der NHA und der Gründung der National Hockey League ging mit den Toronto Arenas dort ein neu gegründetes Franchise an den Start, das sich aus einem Großteil der ehemaligen Blueshirts-Spieler zusammensetzte. Zwar hatten zunächst die Ottawa Senators die Rechte an dem Spieler in einem Dispersal Draft erhalten, allerdings erhielt das neue Toronto-Franchise diese Rechte zurück. Coughlin absolvierte in der Spielzeit 1917/18 fünf Partien für die Arenas, in denen ihm seine beiden einzigen NHL-Tore gelangen. Noch vor Beginn der Play-off, die die Arenas mit dem Gewinn des Stanley Cups abschlossen, wurde Coughlin im Januar 1918 entlassen, allerdings wird er heute dennoch zum offiziellen Siegerteam gezählt. Anschließend setzte der Angreifer bis Januar 1920 mit dem Eishockeyspielen aus, ehe er als Free Agent zu den Quebec Bulldogs wechselte. Nach einem Monat und neun Einsätzen folgte eine erneute Entlassung und Coughlin wechselte ligaintern zu den Canadiens de Montréal.
Auch die Zeit in Montreal war nur von kurzer Dauer. Diese transferierten ihn vor Beginn der Saison 1920/21 mit George Prodgers und Joe Matte zu den Hamilton Tigers, die auf Leihbasis noch Billy Coutu erhielten. Im Gegenzug wechselten Harry Mummery, Jack McDonald und Dave Ritchie zu den Canadiens. Bei den Hamilton Tigers bestritt Coughlin seine beiden letzten NHL-Einsätze. In der Folge versuchte er noch einmal in den Amateurbereich zu wechseln, die Ontario Hockey Association verwehrte ihm allerdings aus unbekannten Gründen die Wiederaufnahme.
Coughlin arbeitete anschließend bis zu seiner Pensionierung im Jahr 1960 bei General Electric. Er verstarb an seinem 77. Geburtstag in Peterborough in der Provinz Ontario.

## Erfolge und Auszeichnungen
- 1918 Stanley-Cup-Gewinn mit den Toronto Arenas